# Liste der deutschen Meister im Boxen (DBV)
Die Liste der deutschen Meister im Boxen listet alle Sieger der deutschen Meisterschaften im olympischen Boxen in den jeweils aktuellen Gewichtsklassen auf. Veranstalter ist der Deutsche Boxsport-Verband e.V. (DBV; bis 2003 Deutscher Amateur-Box-Verband e. V. (DABV)).

## 1920–1948
In den Jahren 1945 bis 1947 wurden keine deutschen Meisterschaften ausgetragen.
| Jahr (Ort)       | 51 kg              | 54 kg            | 57 kg              | 60 kg            | 67 kg              | 75 kg              | 81 kg            | +81 kg           |
| ---------------- | ------------------ | ---------------- | ------------------ | ---------------- | ------------------ | ------------------ | ---------------- | ---------------- |
| 1920 (Berlin)    | Felix Friedemann   | Schuler          | Willi Netzler      | Simat            | Strauss            | Possehl            | Dittmann         | Rudolf Wagner    |
| 1921 (Hamburg)   | Erich Köhler       | Lohe             | Hans Watterich     | Walter Funke     | Richard Kaube      | Hein Domgörgen     | Kupsch           | Wolfgang Schmitt |
| 1922 (Köln)      | Harry Stein        | Georg Molinaro   | Hans Stamms        | Walter Funke     | Richard Kaube      | Alfred Hoppe       | Joe Mehling      | Rudolf Wagner    |
| 1923 (Würzburg)  | Harry Stein        | Erich Trippe     | Paul Noack         | Otto Griese      | Walter Funke       | Oskar Sänger       | Willi Luis       | Franz Diener     |
| 1924 (Chemnitz)  | Franz Dübbers      | Jakob Domgörgen  | Jakob Malz         | Eckhardt         | Ewald              | Gründel            | Otto Nispel      | Ludwig Haymann   |
| 1925 (Hannover)  | Karl Schulze       | Franz Dübbers    | Jakob Domgörgen    | Hans Kruse       | Hein Müller        | Franz Krüppel      | Otto Nispel      | Hans Schönrath   |
| 1926 (Köln)      | Karl Schulze       | Alexander Mitzel | Franz Dübbers      | Jakob Domgörgen  | Rudolf Pautz       | Hein Müller        | Otto Nispel      | Helmuth Siewert  |
| 1927 (München)   | Edmund Liebers     | Kurt Dalchow     | Franz Dübbers      | Jakob Domgörgen  | Willi Nitschke     | Wilhelm Maier      | Hein Müller      | Johann Jaspers   |
| 1928 (Leipzig)   | Hubert Ausböck     | Hans Ziglarski   | Kurt Dalchow       | Franz Dübbers    | William Walther    | Peter Kievernagel  | Ernst Pistulla   | Hans Schönrath   |
| 1929 (Dortmund)  | Hubert Ausböck     | Rustemeyer       | Herbert Fuchs      | Bächler          | Leonhard Kugler    | Bernhard Skibinski | Oskar Sänger     | Walter Neusel    |
| 1930 (Köln)      | Hubert Ausböck     | Bernhard Prahl   | Herbert Fuchs      | Bächler          | Jupp Besselmann    | Heinrich Rennen    | Kurt Figge       | Heinz Hinzmann   |
| 1931 (Hamburg)   | Fritz Baum         | Werner Riethdorf | Josef Schleinkofer | Herbert Donner   | Georg Kurth        | Hans Bernlöhr      | Hans Schiller    | Artur Polter     |
| 1932 (München)   | Hubert Ausböck     | Werner Spannagel | Josef Schleinkofer | Herbert Donner   | Erich Campe        | Hans Bernlöhr      | Hans Schiller    | Peter Vosen      |
| 1933 (Berlin)    | Werner Spannagel   | Kurt Beck        | Otto Kästner       | Karl Schmedes    | Franz              | Hans Bernlöhr      | Willy Kyfus      | Peter Vosen      |
| 1934 (Nürnberg)  | Kurt Rappsilber    | Josef Miner      | Otto Kästner       | Karl Schmedes    | Erich Campe        | Hans Bernlöhr      | Wilhelm Pürsch   | Hermann Eckstein |
| 1935 (Berlin)    | Willi Färber       | Kurt Rappsilber  | Arthur Büttner     | Karl Schmedes    | Michael Murach     | Gotthard Stein     | Willi Pietsch    | Herbert Runge    |
| 1936 (Dortmund)  | Alfred Graaf       | Wilhelm Stasch   | Josef Miner        | Karl Schmedes    | Erich Campe        | Adolf Baumgarten   | Johann Jaspers   | Herbert Runge    |
| 1937 (Bremen)    | Willi Kaiser       | Erich Wilke      | Josef Miner        | Herbert Nürnberg | Michael Murach     | Adolf Baumgarten   | Willi Pietsch    | Herbert Runge    |
| 1938 (Frankfurt) | Nikolaus Obermauer | Erich Wilke      | Jakob Schöneberger | Heini Heese      | Michael Murach     | Adolf Baumgarten   | Heinz Koppers    | Herbert Runge    |
| 1939 (Essen)     | Manczyk            | Erich Wilke      | Alfred Graaf       | Heini Heese      | Michael Murach     | Rudolf Pepper      | Erich Schnarre   | Herbert Runge    |
| 1940             | Nikolaus Obermauer | Erich Wilke      | Alfred Graaf       | Herbert Nürnberg | Michael Murach     | Rudolf Pepper      | Carl Schmidt     | Hein ten Hoff    |
| 1941 (Breslau)   | Nikolaus Obermauer | Herbert Schiller | Alfred Graaf       | Herbert Nürnberg | Ferdinand Raeschke | Carl Schmidt       | Adolf Baumgarten | Hein ten Hoff    |
| 1942 (Hannover)  | Franz Korschier    | Karl Dietrich    | Günther Strangfeld | Herbert Nürnberg | Walter Schneider   | Rudolf Pepper      | Carl Schmidt     | Herbert Runge    |
| 1943 (Kassel)    | Nikolaus Obermauer | Otto Götzke      | Jakob Schöneberger | Fritz Bihler     | Herschenbach       | Imbsweiler         | Rudolf Pepper    | Herbert Runge    |
| 1944             | Heinz Götzke       | Strahl           | Kirsche            | Heini Heese      | Walter Schneider   | Rudolf Pepper      | Carl Schmidt     | Hein ten Hoff    |
| 1948 (Köln)      | Karl-Heinz Brandt  | Kurt Weller      | Horst Langer       | Alfred Burger    | Willi Hampel       | Walter Ihlein      | Heinz Sachs      | Hugo Saalfeld    |

## 1949–1989
1951 wurden die Gewichtsklassen bis 63,5 kg (Halbweltergewicht) und bis 71 kg (Halbmittelgewicht) neu eingeführt. 1970 (DDR 1967) kam das Halbfliegengewicht (bis 48 kg) und 1979 (DDR 1980) das Superschwergewicht (über 91 kg) hinzu.

### BRD
| Jahr (Ort)          | 48 kg             | 51 kg              | 54 kg            | 57 kg              | 60 kg               | 63,5 kg             | 67 kg                  | 71 kg                | 75 kg             | 81 kg               | +81 kg (bis 1978, dann 91 kg) | +91 kg             |
| ------------------- | ----------------- | ------------------ | ---------------- | ------------------ | ------------------- | ------------------- | ---------------------- | -------------------- | ----------------- | ------------------- | ----------------------------- | ------------------ |
| 1949 (München)      | ---               | Josef Frankreiter  | Heller           | Ferdinand Hoog     | Walter Einfeld      | ---                 | Fritz Bihler           | ---                  | Walter Ihlein     | Heinz Bettendorf    | Hugo Saalfeld                 | ---                |
| 1950 (Essen)        | ---               | Eugen Paffrath     | Kurt Slojewski   | Ferdinand Hoog     | Fritz Ehmann        | ---                 | Fritz Bihler           | ---                  | Günter Sladky     | Helmut Pfirrmann    | Hugo Saalfeld                 | ---                |
| 1951 (Hamburg)      | ---               | Edgar Basel        | Egon Schidan     | Manfred Bieber     | Georg Grabarz       | Herbert Schilling   | Fritz Bihler           | Helmut Borreck       | Günter Sladky     | Helmut Pfirrmann    | Lothar Rau                    | ---                |
| 1952 (Stuttgart)    | ---               | Edgar Basel        | Egon Schidan     | Willi Roth         | Horst Langer        | Herbert Schilling   | Günther Heidemann      | Erich Schöppner      | Dieter Wemhöner   | Helmut Pfirrmann    | Horst Witterstein             | ---                |
| 1953 (Bochum)       | ---               | Manfred Warme      | Egon Schidan     | Alfred Schweer     | Harry Kurschat      | Karl Wagner         | Hans Rienhardt         | Peter Breil          | Dieter Wemhöner   | Albert Westphal     | Karl Kistner                  | ---                |
| 1954 (Berlin)       | ---               | Edgar Basel        | Alfred Schweer   | Hans Mehling       | Harry Kurschat      | Josef Reithmeier    | Fritz Oldenburg        | Erich Walter         | Dieter Wemhöner   | Helmut Pfirrmann    | Uwe Jansen                    | ---                |
| 1955 (Essen)        | ---               | Edgar Basel        | Wolfgang Schwarz | Hans Mehling       | Karl-Heinz Rauen    | Karl-Heinz Boveleth | Günther Heidemann      | Hans Rienhardt       | Ernst Melchior    | Erich Schöppner     | Hermann Schreibauer           | ---                |
| 1956 (Karlsruhe)    | ---               | Edgar Basel        | Manfred Hahner   | Hans Mehling       | Harry Kurschat      | Willi Roth          | Manfred Haas           | Ulrich Kienast       | Rolf Peters       | Emil Willer         | Ulrich Ritter                 | ---                |
| 1957 (Kiel)         | ---               | Leo Krucik         | Peter Goschka    | Helmut Krammer     | Horst Herper        | Willi Roth          | Karl-Heinz Johannpeter | Heinrich Mainhardt   | Fritz Bötcher     | Georg Krenz         | Wolfgang Pautz                | ---                |
| 1958 (Dortmund)     | ---               | Manfred Homberg    | Werner Bottner   | Peter Goschka      | Horst Herper        | Horst Johannpeter   | Karl-Heinz Johannpeter | Ulrich Kienast       | Manfred Schönberg | Karl Mildenberger   | Dieter Plischka               | ---                |
| 1959 (München)      | ---               | Manfred Homberg    | Horst Rascher    | Peter Goschka      | Horst Herper        | Horst Johannpeter   | Karl-Heinz Johannpeter | Willy Niederau       | Jürgen Wegener    | Otto Sechting       | Emil Willer                   | ---                |
| 1960 (Köln)         | ---               | August Engels      | Horst Rascher    | Kurt Schlaudraff   | Wolfgang Tepper     | Gerhard Dieter      | Holger Frahm           | Willy Niederau       | Emil Schulz       | Kurt Morwinsky      | Adolf Brandenburger           | ---                |
| 1961 (Berlin)       | ---               | Ingo Geisler       | Manfred Homberg  | Manfred Mähs       | Wolfgang Schmitt    | Werner Mundi        | Heinrich Dieter        | Erich Schichta       | Emil Schulz       | Kurt Morwinsky      | Georg Krenz                   | ---                |
| 1962 (Iserlohn)     | ---               | Ingo Geisler       | Horst Rascher    | Manfred Mähs       | Wolfgang Schmitt    | Gerhard Dieter      | Heinrich Dieter        | Theo Logarden        | Emil Schulz       | Horst Benedens      | Willy Regenauer               | ---                |
| 1963 (Freiburg)     | ---               | Leo Krucik         | Horst Rascher    | Paul Budde         | Wolfgang Schmitt    | Gerhard Dieter      | Heinrich Dieter        | Günther Koch         | Emil Schulz       | Horst Schippers     | Hans Huber                    | ---                |
| 1964 (München)      | ---               | Hans Freistadt     | Horst Rascher    | Manfred Mähs       | Wolfgang Schmitt    | Gerhard Dieter      | Dieter Kottysch        | Paul Hogh            | Emil Schulz       | Peter Gerber        | Jürgen Blin                   | ---                |
| 1965 (Hannover)     | ---               | Hans Freistadt     | Horst Rascher    | Jürgen Labinschus  | Helmut Zettier      | Reinhold Flor       | Dieter Kottysch        | Günther Meier        | Rudi Hornig       | Peter Gerber        | Dieter Renz                   | ---                |
| 1966 (Duisburg)     | ---               | Lothar Kannewurf   | Horst Rascher    | Dieter Woytena     | Wolfgang Schmitt    | Gert Puzicha        | Dieter Kottysch        | Günther Meier        | Ewald Wichert     | Peter Gerber        | Ferdinand Peek                | ---                |
| 1967 (Münster)      | ---               | Hans Freistadt     | Horst Rascher    | Werner Ruzicka     | Wolfgang Schmitt    | Jürgen Voss         | Dieter Kottysch        | Hein Mück            | Rudi Hornig       | Peter Gerber        | Georg Krenz                   | ---                |
| 1968 (Köln)         | ---               | Walter Körper      | Horst Rascher    | Werner Ruzicka     | Peter Henatsch      | Gert Puzicha        | Dieter Kottysch        | Günther Meier        | Ewald Wichert     | Raymar Reimers      | Dieter Renz                   | ---                |
| 1969 (Berlin)       | ---               | Gerd Schubert      | Georg Diem       | Peter Prause       | Peter Schwede       | Jürgen Voss         | Wolfgang Fiedler       | Peter Spitzenberg    | Rudi Hornig       | Horst Wayda         | Peter Hussing                 | ---                |
| 1970 (Wiesbaden)    | Kurt Pichl        | Hans Freistadt     | Siegward Steger  | Werner Ruzicka     | Peter Hess          | Gert Puzicha        | Günther Meier          | Peter Spitzenberg    | Ewald Jarmer      | Uwe Laroche         | Peter Hussing                 | ---                |
| 1971                | Kurt Pichl        | Gerd Schubert      | Werner Schäfer   | Uwe Seemann        | Peter Hess          | Gert Puzicha        | Peter Scheibner        | Gunnar Münchow       | Ewald Jarmer      | Uwe Laroche         | Peter Hussing                 | ---                |
| 1972 (Eppelheim)    | Kurt Pichl        | Hans Freistadt     | René Weller      | Peter Prause       | Peter Hess          | Gert Puzicha        | Günther Meier          | Dieter Kottysch      | Ewald Jarmer      | Rudi Hornig         | Peter Hussing                 | ---                |
| 1973 (Köln)         | ---               | Gerd Schubert      | Werner Schäfer   | Rene Weller        | Wolfgang Schoth     | Anton Habermayer    | Gunnar Münchow         | Peter Spitzenberg    | Walter Lehnhardt  | Günther Peters      | Peter Hussing                 | ---                |
| 1974                | John Wrighten     | Werner Schäfer     | Engan Yadigar    | Rene Weller        | Albert Schweigert   | Burkhard Barnowski  | Gunnar Münchow         | Harald Sixt          | Ulrich Strotkamp  | Hans-Jürgen Millich | Peter Hussing                 | ---                |
| 1975                | Ernst Schrödinger | Wolfgang Penzler   | Engan Yadigar    | Rene Weller        | Albert Schweigert   | Ernst Müller        | Harald Sixt            | Georg Steinherr      | Erich Klemke      | Kurt Morwinsky      | Peter Hussing                 | ---                |
| 1976 (Duisburg)     | Bernhard Bülten   | Hans-Joachim Schür | Helmut Schäfer   | Rene Weller        | Peter Hess          | Ernst Müller        | Harald Sixt            | Markus Intlekofer    | Harald Rodowies   | Günther Peters      | Peter Hussing                 | ---                |
| 1977                | Heinrich Böll     | Günther Latten     | Werner Schäfer   | Theo Hauser        | Rene Weller         | Ernst Müller        | Harald Sixt            | Markus Intlekofer    | Werner Dietz      | Günther Peters      | Peter Hussing                 | ---                |
| 1978                | Stefan Gertel     | Harald Körper      | Roland Gier      | Klaus-Dieter Ott   | Rene Weller         | Werner Schäfer      | Ernst Müller           | Harald Sixt          | Werner Dietz      | Kurt Seiler         | Peter Hussing                 | ---                |
| 1979 (München)      | Otto Seitz        | Stefan Gertel      | Roland Gier      | Klaus-Dieter Ott   | Rene Weller         | Michael Kopzog      | Ernst Müller           | Harald Sixt          | Kurt Seiler       | Johnny Tews         | Rainer Hartmann               | Peter Hussing      |
| 1980 (Hemsbach)     | Heinrich Böll     | Theo Rebler        | Stefan Gertel    | Peter Suckrow      | Rene Weller         | Michael Kopzog      | Ernst Müller           | Reinhard Jassmann    | Manfred Jassmann  | Kurt Seiler         | Heinrich Pichmann             | Peter Hussing      |
| 1981 (Hannau)       | Thomas Dubielzig  | Klaus Niketta      | Stefan Gertel    | Peter Suckrow      | Andreas Warczak     | Alexander Künzler   | Manfred Zielonka       | Ralf Malorny         | Dieter Weinand    | Kurt Seiler         | Heinrich Pichmann             | Peter Hussing      |
| 1982 (Sindelfingen) | Thomas Dubielzig  | Siegfried Schwing  | Stefan Gertel    | Reiner Gies        | Werner Schäfer      | Alexander Künzler   | Michael Kopzog         | Graciano Rocchigiani | Dieter Weinand    | Kurt Seiler         | Heinrich Pichmann             | Peter Hussing      |
| 1983 (Köln)         | Thomas Dubielzig  | Mario Niessen      | Stefan Gertel    | Klaus Niketta      | Reiner Gies         | Ulrich Junger       | Alexander Künzler      | Gerhard Standchuss   | Dieter Weinand    | Markus Bott         | Klaus Gallwe                  | Peter Hussing      |
| 1984 (Duisburg)     | Thomas Dubielzig  | Siegfried Schwing  | Bogdan Maczuga   | Andreas Sliwinski  | Mario Gruben        | Reiner Gies         | Alexander Künzler      | Harald Wildanger     | Gerhard Schoberth | Thorsten Spürgin    | Kurt Seiler                   | Karl-Heinz Geuss   |
| 1985 (Mainz)        | Thomas Dubielzig  | Wolfgang Kamm      | Bogdan Maczuga   | Stefan Gertel      | Markus Kilb         | Freddy Tencer       | Alexander Künzler      | Norbert Nieroba      | Sven Ottke        | Markus Bott         | Bernd Schwab                  | Peter Hussing      |
| 1986 (Bochum)       | ---               | Peter Müller       | Peter Gailer     | Klaus Niketta      | Reiner Gies         | Ingo Schredle       | Alexander Künzler      | Norbert Nieroba      | Sven Ottke        | Thorsten Spürgin    | Frank Zegel                   | Bernd Schwab       |
| 1987 (Nürnberg)     | Rene Reisner      | Ulrich Besken      | Bogdan Maczuga   | Bernard Hainzer    | Jörg Kästner        | Reiner Gies         | Alexander Künzler      | Norbert Nieroba      | Sven Ottke        | Markus Bott         | Stefan Wilmes                 | Andreas Schnieders |
| 1988 (Almst)        | Jürgen Müller     | Ulrich Besken      | Wolfgang Kamm    | Stefan Gertel      | Raschad Abdelgaffar | Egido Piseddu       | Harald Wildanger       | Norbert Nieroba      | Sven Ottke        | Markus Keusgen      | Markus Bott                   | Andreas Schnieders |
| 1989 (Berlin)       | Harald Joos       | Thomas Edis        | Ibrahim Vural    | Dariusz Kosedowski | Richard Nowakowski  | Reiner Gies         | Michael Löwe           | Alexander Künzler    | Sven Ottke        | Gerhard Schoberth   | Peter Stettinger              | Andreas Schnieders |

### DDR
| Jahr (Ort)                    | 48 kg            | 51 kg            | 54 kg                   | 57 kg              | 60 kg              | 63,5 kg           | 67 kg             | 71 kg                   | 75 kg                   | 81 kg                | +81 kg (bis 1979, dann 91 kg) | +91 kg     |
| ----------------------------- | ---------------- | ---------------- | ----------------------- | ------------------ | ------------------ | ----------------- | ----------------- | ----------------------- | ----------------------- | -------------------- | ----------------------------- | ---------- |
| 1949                          | ---              | H.Fiedler        | G.Czerwinski            | H.Scheler          | J.Heinrich         | ---               | W.Kriese          | ---                     | H.Henatsch              | Hans Robak           | H.Scheerbaum                  | ---        |
| 1950                          | ---              | H.Girod          | G.Czerwinski            | H.Pörtner          | A.Hänsel           | ---               | W.Grosse          | ---                     | R.Fleischer             | Hans Robak           | E.Recklebe                    | ---        |
| 1951 (Erfurt & Leipzig)       | ---              | Herbert Brien    | Conrad Gutschmidt       | B.Knöpel           | J.Heinrich         | H.Daberkow        | W.Grosse          | Seyffarth               | Ulli Nitzschke          | Erich Stubnick       | Heinz Preuss                  | ---        |
| 1952                          | ---              | Herbert Brien    | Hans Birke              | G.Schmidt          | L.Müller           | E.Sawistovski     | H.Geserick        | G.Eicke                 | G.Winneburg             | Ulli Nitzschke       | Heinz Preuss                  | ---        |
| 1953                          | ---              | K.Blockesch      | Hans Birke              | H.Pörtner          | Günter Debert      | L.Müller          | H.Geserick        | H.Hebecker              | K.Götz                  | Ulli Nitzschke       | H.Pingel                      | ---        |
| 1954                          | ---              | Herbert Brien    | Robert Büchner          | H.Voigt            | E.Schumann         | Conrad Gutschmidt | Georg Caroli      | H.Geserick              | G.Winneburg             | W.Motzkus            | Erich Stubnick                | ---        |
| 1955 (Berlin)                 | ---              | Harry Schwer     | Wolfgang Behrendt       | Harry Lempio       | Wolfgang Labahn    | Conrad Gutschmidt | Erich Posorski    | Rolf Caroli             | J.Pracht                | Hans Robak           | Ulli Nitzschke                | ---        |
| 1956                          | ---              | Otto Babiasch    | Robert Büchner          | Harry Lempio       | Hans Liwowski      | Hans Birke        | Günther Müller    | Rolf Caroli             | L.Rogge                 | Hans Joachim Grothe  | Heinz Preuss                  | ---        |
| 1957                          | ---              | Kurt Milleck     | Wolfgang Behrendt       | Heinz Schulz       | H.Voigt            | Conrad Gutschmidt | Erich Posorski    | Rolf Caroli             | Paul Nickel             | Hans Robak           | Heinz Preuss                  | ---        |
| 1958                          | ---              | Werner Rothe     | Robert Büchner          | Manfred Mähs       | Hans Liwowski      | Harry Lempio      | H.Petermann       | Detlef Buchsenschuss    | Paul Nickel             | Hans Robak           | Werner Kohnert                | ---        |
| 1959                          | ---              | Harry Schwer     | Robert Büchner          | Heinz Schulz       | Wolfgang Labahn    | Conrad Gutschmidt | Bruno Guse        | Rolf Caroli             | Paul Nickel             | Ulrich Krause        | H.Pingel                      | ---        |
| 1960 (Schwerin & Wittenberge) | ---              | Kurt Milleck     | Heinz Schulz            | Wolfgang Behrendt  | Harry Lempio       | Werner Busse      | Bruno Guse        | Rolf Caroli             | H.Nagel                 | Paul Nickel          | Günter Siegmund               | ---        |
| 1961 (Berlin)                 | ---              | Otto Babiasch    | Robert Büchner          | Manfred Mähs       | Herbert Olesch     | Werner Busse      | Bruno Guse        | Günther Wensierski      | Edgar Frenzel           | Bruno Wittkowski     | Günter Siegmund               | ---        |
| 1962 (Leipzig)                | ---              | E.Fielitz        | Reinke                  | Heinz Schulz       | Helmut Heyse       | Werner Busse      | Bruno Guse        | Günther Wensierski      | Erich Posorski          | Bruno Wittkowski     | Klaus-Dieter Lehmann          | ---        |
| 1963                          | ---              | Otto Babiasch    | Rainer Poser            | Eberhard Radzik    | Werner Kirsch      | L. Hillmann       | Bruno Guse        | Siegfried Olesch        | Bernd Anders            | Bruno Wittkowski     | Bernd Degenhardt              | ---        |
| 1964                          | ---              | Otto Babiasch    | Rainer Poser            | R.Müller           | Werner Kirsch      | R. Gehm           | Bruno Guse        | Lothar Bieber           | Bernd Anders            | Jürgen Schlegel      | Bernd Degenhardt              | ---        |
| 1965 (Schwerin)               | ---              | Walter Cybinski  | Bernd Juterzenka        | Peter Drgalla      | Werner Kirsch      | Heiko Winter      | Detlef Dahn       | Hans-Jürgen Voigtländer | Ludwig Graf             | Jürgen Schlegel      | Dieter Limant                 | ---        |
| 1966 (Berlin)                 | ---              | Walter Cybinski  | Rainer Poser            | Karl-Heinz Feigner | Werner Kirsch      | Peter Tiepold     | Detlef Dahn       | Hans-Jürgen Voigtländer | Bernd Hell              | Hans-Joachim Brauske | Dieter Limant                 | ---        |
| 1967 (Schwerin)               | Rainer Blum      | Walter Cybinski  | Bernd Juterzenka        | Reiner Poser       | Dieter Dunkel      | Peter Tiepold     | Manfred Wolke     | Hans-Jürgen Voigtländer | Günther Wensierski      | Hans-Joachim Brauske | Bernd Anders                  | ---        |
| 1968 (Berlin)                 | Bernd Engelmeier | Walter Cybinski  | Klaus John              | Reiner Poser       | Dieter Dunkel      | Peter Rieger      | Manfred Wolke     | Detlef Dahn             | Hans-Jürgen Voigtländer | Jürgen Schlegel      | Bernd Anders                  | ---        |
| 1969 (Halle)                  | Horst Weinhold   | Günther Grabe    | Reiner Schulz           | Kurt Bollow        | Dieter Dunkel      | Peter Tiepold     | Manfred Wolke     | Detlef Dahn             | Hans-Joachim Brauske    | Jürgen Schlegel      | Dieter Limant                 | ---        |
| 1970 (Hennigsdorf)            | Klaus Gertenbach | Rainer Blum      | Reiner Schulz           | Otto Ramin         | Peter Fambach      | Peter Tiepold     | Manfred Wolke     | Lothar Bieber           | Hans-Joachim Brauske    | Jürgen Schlegel      | Dieter Limant                 | ---        |
| 1971 (Görlitz)                | Horst Weinhold   | Rainer Blum      | Stefan Förster          | Kurt Bollow        | Peter Fambach      | Ulrich Beyer      | Manfred Weidner   | Manfred Wolke           | Peter Urbach            | Ottomar Sachse       | Dieter Limant                 | ---        |
| 1972                          | Jochen Rocke     | Rainer Blum      | Stefan Förster          | Jochen Bachfeld    | Günther Radowski   | Ulrich Beyer      | Manfred Weidner   | Peter Tiepold           | Bernd Wittenburg        | Ottomar Sachse       | Jürgen Fanghänel              | ---        |
| 1973 (Gera)                   | Dietmar Geilich  | Klaus Gertenbach | Günther Grabe           | Stefan Förster     | Günther Radowski   | Ulrich Beyer      | Manfred Weidner   | Peter Tiepold           | Bernd Wittenburg        | Ottomar Sachse       | Bernd Anders                  | ---        |
| 1974                          | Jürgen Schultz   | Wolfgang Liebing | Richard Nowakowski      | Stefan Förster     | Günther Radowski   | Ulrich Beyer      | Manfred Weidner   | Peter Tiepold           | Bernd Wittenburg        | Wolfgang Heimann     | Detlef Schulze                | ---        |
| 1975 (Erfurt)                 | Dietmar Geilich  | Klaus Gertenbach | Jochen Rocke            | Stefan Förster     | Günther Radowski   | Ulrich Beyer      | Uwe Franz         | Jürgen Heimann          | Bernd Wittenburg        | Ottomar Sachse       | Jürgen Fanghänel              | ---        |
| 1976 (Schwerin)               | Dietmar Geilich  | Klaus Gertenbach | Stefan Förster          | Richard Nowakowski | Frank Kraus        | Ulrich Beyer      | Jochen Bachfeld   | Günther Rostankowski    | Bernd Wittenburg        | Ottomar Sachse       | Jürgen Fanghänel              | ---        |
| 1977 (Berlin)                 | Dietmar Geilich  | Olof Bonke       | Stefan Förster          | Rudi Fink          | Christian Zornow   | Ulrich Beyer      | Karl-Heinz Krüger | Günther Rostankowski    | Herbert Bauch           | Ottomar Sachse       | Jürgen Fanghänel              | ---        |
| 1978 (Gera)                   | Robert Marx      | Jürgen Hentschel | Stefan Förster          | Richard Nowakowski | Christian Zornow   | Olaf Schneider    | Detlef Ludwig     | Helmut Woge             | Detlef Marx             | Herbert Bauch        | Jürgen Fanghänel              | ---        |
| 1979 (Frankfurt (Oder))       | Dietmar Geilich  | Robert Marx      | Mario Behrendt          | Rudi Fink          | Richard Nowakowski | Olaf Schneider    | Karl-Heinz Krüger | Günther Rostankowski    | Bodo Andreas            | Ralf Nebrig          | Jürgen Fanghänel              | ---        |
| 1980                          | Dietmar Geilich  | Wolfgang Prosch  | Dirk Schäfer            | Mario Behrendt     | Rudi Fink          | Dietmar Schwarz   | Karl-Heinz Krüger | Detlef Kästner          | Uwe Neils               | Frank Kobsig         | Jürgen Fanghänel              | Ulli Kaden |
| 1981 (Schwerin)               | Dietmar Geilich  | Wolfgang Prosch  | Dirk Schäfer            | Frank Rauschning   | Richard Nowakowski | Dietmar Schwarz   | Michael Timm      | Ralf Hunger             | Detlef Friese           | Ralf Nebrig          | Jürgen Fanghänel              | Ulli Kaden |
| 1982                          | Robert Marx      | Wolfgang Prosch  | Klaus-Dieter Kirchstein | Frank Rauschning   | Hartmut Krüger     | Siegfried Mehnert | Michael Timm      | Ralf Hunger             | Helmut Woge             | Jens Demmler         | Klaus-Dieter Schmid           | Ulli Kaden |
| 1983 (Gera)                   | Dietmar Geilich  | Mike Knuth       | Klaus-Dieter Kirchstein | Frank Rauschning   | Ingo Benske        | Siegfried Mehnert | Torsten Schmitz   | Michael Timm            | Henry Maske             | Detlef Friese        | Klaus-Dieter Schmid           | Ulli Kaden |
| 1984 (Berlin)                 | René Breitbarth  | Dieter Berg      | Klaus-Dieter Kirchstein | Andreas Zülow      | Frank Rauschning   | Hartmut Krüger    | Torsten Schmitz   | Detlef Krause           | Eike Walther            | Rene Suetovius       | Peter Philipp                 | Ulli Kaden |
| 1985 (Rostock)                | Andreas Tews     | Dieter Berg      | Klaus-Dieter Kirchstein | Andreas Zülow      | Markus Kilb        | Andre Brand       | Torsten Schmitz   | Enrico Richter          | Henry Maske             | Rene Suetovius       | Sven Lange                    | Ulli Kaden |
| 1986                          | Roland Schmidt   | Dieter Berg      | Rene Breitbarth         | Andreas Zülow      | Markus Kilb        | Wilko Säger       | Siegfried Mehnert | Enrico Richter          | Henry Maske             | Rene Suetovius       | Sven Lange                    | Ulli Kaden |
| 1987                          | Mario Loch       | Andreas Tews     | Rene Breitbarth         | Marco Rudolph      | Andreas Zülow      | Jan Heinemann     | Dirk Krause       | Torsten Schmitz         | Henry Maske             | Manfred Gebauer      | Rene Suetovius                | Ulli Kaden |
| 1988 (Gera)                   | Rico Kubat       | Myrko Schade     | Dieter Berg             | Markus Beyer       | Andreas Zülow      | Jörg Böhme        | Siegfried Mehnert | Enrico Richter          | Henry Maske             | Sven Lange           | Axel Schulz                   | Ulli Kaden |
| 1989 (Rostock)                | Jan Quast        | Rico Kubat       | Andreas Tews            | Marco Rudolph      | Andreas Zülow      | Olaf Trenn        | Frank Kleinsorg   | Torsten Schmitz         | Wolf Preiss             | Sven Lange           | Rene Suetovius                | René Monse |

## 1990–2002
Im Jahr 2001 gab es aufgrund fehlender Teilnehmer keinen Deutschen Meister im Halbfliegengewicht (bis 48 kg).
| Jahr (Ort)          | 48 kg           | 51 kg           | 54 kg             | 57 kg              | 60 kg            | 63,5 kg          | 67 kg             | 71 kg           | 75 kg            | 81 kg            | 91 kg               | +91 kg             |
| ------------------- | --------------- | --------------- | ----------------- | ------------------ | ---------------- | ---------------- | ----------------- | --------------- | ---------------- | ---------------- | ------------------- | ------------------ |
| 1990 (Hamburg)      | Jan Quast       | Gunnar Lexow    | Ibrahim Vural     | Dariusz Kosedowski | Adnam Ozcoban    | Andreas Otto     | Michael Löwe      | Enrico Berger   | Sven Ottke       | Rene Suetovius   | Bert Teuchert       | Andreas Schnieders |
| 1991 (Köln)         | Paulos Stefanos | Jan Quast       | Dieter Berg       | Andreas Tews       | Marko Rudolph    | Jörg Heidenreich | Andreas Otto      | Torsten Schmitz | Sven Ottke       | Torsten May      | Bert Teuchert       | Andreas Schnieders |
| 1992 (Karlsruhe)    | Rene Schultz    | Mario Loch      | Rico Kubat        | Andreas Tews       | Marko Rudolph    | Andreas Zülow    | Markus Kilb Mainz | Bert Schenk     | Norbert Nieroba  | Sven Ottke       | Bert Teuchert       | Andreas Schnieders |
| 1993 (Bochum)       | Rene Schultz    | Myrko Schade    | Dieter Berg       | Falk Huste         | Heiko Hinz       | Oktay Urkal      | Andreas Otto      | Markus Beyer    | Dirk Eigenbrodt  | Sven Ottke       | Rene Breitbarth     | René Monse         |
| 1994 (Berlin)       | Jan Quast       | Zoltan Lunka    | Dirk Krüger       | Falk Huste         | Marko Rudolph    | Oktay Urkal      | Andreas Otto      | Mario Veit      | Dirk Eigenbrodt  | Thomas Ulrich    | Luan Krasniqi       | René Monse         |
| 1995 (Duisburg)     | Marcel Wagner   | Zoltan Lunka    | Dirk Krüger       | Falk Huste         | Heiko Hinz       | Oktay Urkal      | Andreas Otto      | Markus Beyer    | Sven Ottke       | Torsten Bengston | Luan Krasniqi       | Timo Hoffmann      |
| 1996 (Riesa)        | Marcel Wagner   | Rene Schultz    | Myrko Schade      | Michael Hammer     | Daniel Prosch    | Steven Küchler   | Enrico Thormann   | Mario Thiele    | Sven Ottke       | Torsten Bengston | Mike Hanke          | Timo Hoffmann      |
| 1997 (Schwerin)     | Marcel Wagner   | Werner Wude     | Enrico Köbbert    | Michael Hammer     | Heiko Hinz       | Ali Ahraoui      | Enrico Thormann   | Jürgen Brähmer  | Harald Geissler  | Torsten Bengston | Daniel Ende         | Vitali Boot        |
| 1998 (Cuxhaven)     | Andreas Papp    | Marcel Wagner   | Myrko Schade      | Mathias Scherfing  | Norman Schuster  | Andy Schiemann   | Steven Küchler    | Adnan Ćatić     | Harald Geissler  | Jan Golla        | Mike Hanke          | Vitali Boot        |
| 1999 (Wolfenbüttel) | Jacob Tounsi    | Vardan Zakarian | Dirk Krüger       | Falk Huste         | Normann Schuster | Ozcan Cattikas   | Steven Küchler    | Adnan Ćatić     | Andreas Kempe    | Mathias Kempe    | Steffen Kretschmann | Vitali Boot        |
| 2000 (Schwetzingen) | Manuel Pluskwig | Alexander Haan  | Wilhelm Gratschow | Thomas Papp        | Michael Hammer   | Ali Ahraoui      | Enrico Thormann   | Lukas Wilaschek | Petrit Dobroschi | Mathias Kempe    | Alexander Powernow  | Vitali Boot        |
| 2001 (Chemnitz)     | ---             | Thomas Märkisch | Vitali Tajbert    | Thomas Papp        | Martin Dreßen    | Harun Sipahi     | Artjom Merjasov   | Enrico Thormann | Petrit Dobroschi | Mathias Kempe    | Steffen Kretschmann | Vitali Boot        |
| 2002 (Sindelfingen) | Andreas Hauser  | Rustam Rahimov  | Vitali Tajbert    | Jürgen Demin       | Enrico Wagner    | Harun Sipahi     | Artjom Merjasov   | Sebastian Zbik  | Dimitri Sartison | Benjamin Roppel  | Steffen Kretschmann | Vitali Boot        |

## 2003–2009
2003 wurden die Gewichtsklassen des olympischen Boxens durch die AIBA reformiert. Das Halbmittelgewicht (bis 71 kg) wurde gestrichen und das Halbwelter- und Weltergewicht mit neuen Gewichtsklassenbegrenzungen weitergeführt.
| Jahr (Ort) | 48 kg             | 51 kg            | 54 kg             | 57 kg               | 60 kg         | 64 kg         | 69 kg            | 75 kg            | 81 kg          | 91 kg              | +91 kg            |
| ---------- | ----------------- | ---------------- | ----------------- | ------------------- | ------------- | ------------- | ---------------- | ---------------- | -------------- | ------------------ | ----------------- |
| 2003       | Andreas Hauser    | Rustam Rahimov   | Wilhelm Gratschow | Vitali Tajbert      | Enrico Wagner | Harun Sipahi  | Artjom Merjasov  | Eduard Gutknecht | Tino Groß      | Stefan Köber       | Sebastian Köber   |
| 2004       | Ronny Beblik      | Vardan Zakarian  | Wilhelm Gratschow | Marcus Abramowski   | Enrico Wagner | Harun Sipahi  | Artjom Merjasov  | Robert Woge      | Tino Groß      | Alexander Powernow | Vitali Boot       |
| 2005       | Ronny Beblik      | Anatoli Schmidt  | Rustam Rahimov    | Andreas Propp       | Enrico Wagner | Martin Dreßen | Konstantin Buga  | Eduard Gutknecht | Robert Woge    | Alexander Powernow | Boris Boshenko    |
| 2006       | Dimitri Warkentin | Ronny Beblik     | Rustam Rahimov    | Marcel Meyerdiercks | Artur Schmidt | Enrico Wagner | Artem Merjasow   | Konstantin Buga  | Robert Woge    | Alexander Powernow | Konstantin Airich |
| 2007       | Andreas Robitsch  | Marcel Schneider | Rustam Rahimov    | Wilhelm Gratschow   | Artur Schmidt | Martin Dreßen | Jack Culcay-Keth | Stefan Härtel    | Robert Woge    | Alexander Powernow | Stefan Köber      |
| 2008       | Andreas Robitsch  | Ronny Beblik     | Denis Makarov     | Sandro Schaer       | Artur Schmidt | Harun Sipahi  | Jack Culcay-Keth | Terence Vorrath  | Gottlieb Weiss | Lukas Schulz       | Erik Pfeifer      |
| 2009       | Badia Blind       | Ronny Beblik     | Marcel Schneider  | Marcus Abramowski   | Eugen Burhard | David Müller  | Patrick Wojcicki | Stefan Härtel    | Enrico Kölling | Stefan Köber       | Erik Pfeifer      |

## Seit 2010
2010 wurden die Gewichtsklassen des olympischen Boxens abermals durch die AIBA reformiert. Das Federgewicht (bis 57 kg) wurde gestrichen und das Halbfliegen-, Fliegen- und Bantamgewicht mit neuen Gewichtsklassenbegrenzungen weitergeführt.
| Jahr (Ort)       | 49 kg             | 52 kg         | 56 kg           | 60 kg         | 64 kg               | 69 kg              | 75 kg              | 81 kg                  | 91 kg              | +91 kg         |
| ---------------- | ----------------- | ------------- | --------------- | ------------- | ------------------- | ------------------ | ------------------ | ---------------------- | ------------------ | -------------- |
| 2010 (Oldenburg) | Badia Blind       | Hamza Touba   | Denis Makarov   | Eugen Burhard | Araik Marutjan      | Patrick Wojcicki   | [John Tamayo]      | Tyron Zeuge            | Eugen Schellenberg | Erik Pfeifer   |
| 2011 (Leipzig)   | Hamza Touba       | Ronny Beblik  | Denis Makarov   | Artur Bril    | Artem Harutiunian   | Patrick Wojcicki   | Denis Radovan      | Kevin Künzel           | Johann Witt        | Phillip Grüner |
| 2012 (Oldenburg) | Sergej Neumann    | Hamza Touba   | Denis Makarov   | Kastriot Sopa | Eugen Burhard       | Arayk Marutjan     | Denis Radovan      | Kevin Künzel           | Eugen Schellenberg | Erik Pfeifer   |
| 2013 (Oldenburg) | Movsar Isaev      | Hamza Touba   | Edgar Walth     | Amet Eminovic | Artem Harutiunian   | Arayk Marutjan     | Stefan Härtel      | Igor Teziev            | Johann Witt        | Erik Pfeifer   |
| 2014 (Straubing) | Christos Cherakis | Hamza Touba   | Edgar Walth     | Atdhe Gashi   | Kastriot Sopa       | Abbas Baraou       | Josef Attanjaoui   | Sergej Michel          | Albon Pervizaj     | Ali Kiyidin    |
| 2015 (Straubing) | -----             | Ronny Beblik  | Edgar Walth     | Arthur Bril   | Eugen Dahinten      | Abbas Baraou       | Jacob Deines       | Leon Bunn              | Igor Teziev        | Max Keller     |
| 2016 (Straubing) | Christos Cherakis | Tarik Ibrahim | Edgar Walth     | Atdhe Gashi   | Edison Zani         | Abbas Baraou       | Vjaceslaw Spomer   | Abu-Lubdeh Abdulrahman | Marko Deckmann     | Max Keller     |
| 2017 (Lübeck)    | -----             | Hamza Touba   | Hamsat Shadalov | Saeed Omer    | Wladislaw Baryshnik | Magomed Schachidov | Artur Ohanyan-Beck | Athanasios Kazakis     | Eugen Weigel       | Peter Kadiru   |